# Mitakuye Oyasin
Mitakuye Oyasin ("Por todas as nossas relações" ou/e "Eu sou aparentado com tudo o que existe) é uma oração tradicional da tribo Lakota, com a sua frase de abertura usada como refrão em muitas outras orações e canções da tribo.
Reflecte a crença inerente da maioria das crenças e tradições nativas americanas de que tudo está interconectado.